# Imerina
L'Imerina ([iMərn][Quoi ?]), autrefois appelé Émyrne en français, est le pays merina, occupant la partie Nord du centre de Madagascar. Le nom complet de ce pays, donné (ou plutôt officialisé) par le roi Ralambo au XVIe siècle, était au départ Imerina-Ambaniandro.
Les merina parlent aujourd'hui une langue malayo-polynésienne du groupe barito.

## Toponymie
L'origine du mot "Imerina" se trouverait, selon eux, dans Esdras 2:37 "...et les fils d'Imer" et dans 1 Chroniques 24:14 "...à Imer", en affirmant que "Imerites" ou "Imeriens" se dit en hébreu "Imerim" et en araméen "Imerin", et que le mot araméen "Imerin" aurait donné les noms "Imerina" et "merina". Ils sont donc selon eux, de la tribu de Lévi, des descendants de Cohanim, de sacrificateurs par Imer (les fils d'Imer étant des Cohanim, voir Jérémie 20:1), tout en étant partiellement selon eux de la tribu de Juda. Ils affirment que l'on retrouve encore de nos jours, dans la topologie merina, des lieux qui rappellent cette origine lévitique lointaine comme les différents autels de sacrifices anciens disséminés en Imerina. Et aussi disent-ils, si les Hébreux sont venus à Antananarivo, c'est que tout comme Jérusalem, ce lieu est entouré de douze collines considérées comme saintes par les Anciens monarques de l'Imerina, où l'on invoquait et priait Zanahary le Dieu unique en faisant des sacrifices d'animaux.

## Organisation
À partir de l'achèvement de son unification sous le règne d'Andrianampoinimerina, l'Imerina se voit divisé en six grandes provinces ou toko :
1. L'Avaradrano, occupant l'angle Nord-Est, avec pour capitale Ambohimanga,
2. Le Vonizongo[1],[2], occupant l'angle nord-ouest, avec Fihaonana[3] comme capitale,
3. Le Marovatana, situé au Sud du Vonizongo, avec Ambohidratrimo comme capitale,
4. L'Ambodirano, situé au Sud du Marovatana, avec pour capitale Fenoarivobe du district de Fenoarivobe,
5. Le Vakinisisaony (ou Vakinisaony), au Sud de l'Avaradrano, avec pour capitale Alasora et ensuite Andramasina,
6. Le Vakinankaratra, dans le Sud, avec Betafo comme capitale.

Au milieu, occupe une place à part, à titre de capitale du royaume, la ville de Tananarive.
À ces six provinces s'ajoute un territoire, à statut ambigu, Imamo, dans l'Ouest, parfois rattaché à l'Ambodirano, parfois considéré à part, en raison de particularités culturelles historiques.